# Antoine Dhanis van Cannart
Antoine Dhanis-van Cannart, né à Anvers le 25 janvier 1792 et mort à Anvers le 19 novembre 1855, est un militaire, financier et homme politique belge.

## Biographie

### Vie privée
Fils du marchand anversois Sylvester Dhanis (1753-1794) et de Catherine Polfliet. Marié avec Cornélie van Cannart d'Hamale, il est le père de François Dhanis et le grand-père de Francis Dhanis.

### Carrière militaire
Engagé dans l'armée napoléonienne, il est affecté à la garde d'honneur de l'Empereur. De retour à Anvers, il devient banquier. Régent (1827) puis vice-président (1849) de la Banque d'Anvers, il est juge au tribunal de commerce et président de la chambre de commerce d'Anvers.
Il commande de la garde bourgeoise d'Anvers et participe de ce fait à la prise de la ville lors de la révolution belge.

## Fonctions et mandats
- Conseiller provincial d'Anvers : 1823-1830
- Bourgmestre d'Anvers : 1830
- Membre du Congrès national : 1830-1831
- Président de la Chambre de commerce d'Anvers : 1841-